# Hautvillers-Ouville
Hautvillers-Ouville är en kommun i departementet Somme i regionen Hauts-de-France i norra Frankrike. Kommunen ligger i kantonen Nouvion som tillhör arrondissementet Abbeville. År 2022 hade Hautvillers-Ouville 543 invånare.

## Befolkningsutveckling
Antalet invånare i kommunen Hautvillers-Ouville
| Referens: INSEE |